# Lente de Barlow

Distancia focal con Barlow (verde) y sin Barlow (rojo). El tamaño de la imagen es proporcional a la distancia focal

La lente de Barlow, que recibe su nombre en honor del matemático Peter Barlow, es una lente divergente que, cuando se usa con otro conjunto de lentes, permite multiplicar la distancia focal de un telescopio en función de la relación indicada por el fabricante (2x, 3x, etc.). Una lente Barlow no es el único elemento de cristal, ya que generaría aberración cromática y aberración esférica. Configuraciones más comunes utilizan tres o más elementos para la corrección acromática o para la corrección apocromática necesarias para obtener una mayor calidad de imagen.

## Uso en telescopios

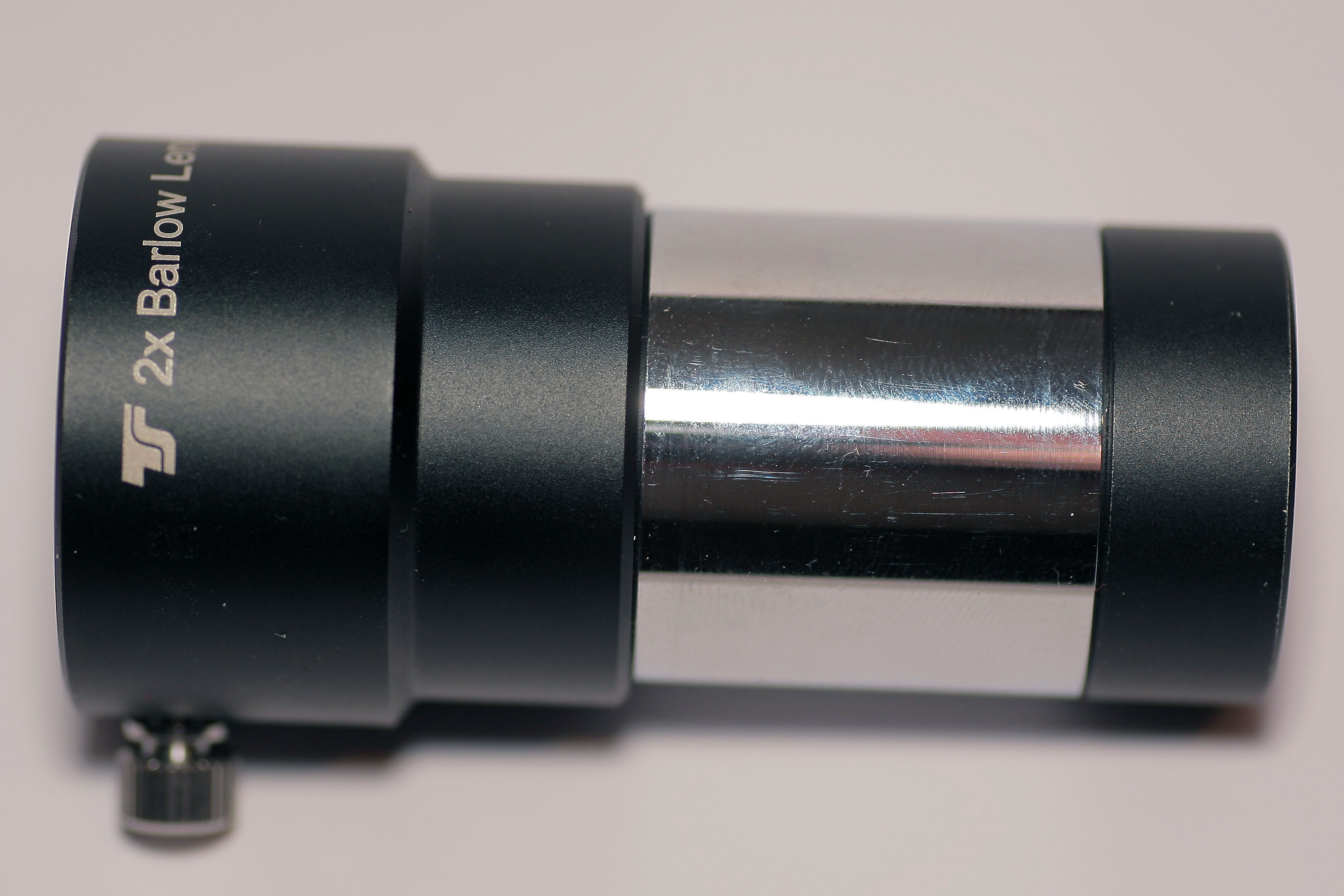
Lente Barlow de uso astronómico

En el uso astronómico debe colocarse inmediatamente antes del foco del objetivo, para lograr una mayor distancia focal del objetivo y con ello una imagen real mayor, que será examinada luego a través del ocular. El aumento proporcionado por un telescopio compuesto de objetivo y el ocular es igual a la distancia focal del telescopio dividida por la longitud focal del ocular.
Las lentes de Barlow de uso astronómico están clasificadas según el grado de ampliación que inducen. Las lentes de Barlow más comunes son 2x o 3x pero también hay disponibles lentes de Barlow ajustables. La potencia de una lente Barlow ajustable se cambia añadiendo un tubo de extensión entre la lente Barlow y el ocular para aumentar la ampliación.

## Uso en fotografía
La variación de la lente Barlow utilizada en la fotografía es el teleconvertidor el cual fue adaptado para poder ser utilizado en cámaras. Los más utilizados son los de aumentos 1.4x y 2x.

## Uso en microscopios
En la microscopía la lente Barlow se utiliza para aumentar la distancia de trabajo y reducir la ampliación. Las lentes son montadas delante del objetivo del microscopio. Las lentes estándar son 2 × que disminuye la distancia de trabajo por medio y aumenta la ampliación, 0,75 × que aumenta la distancia de trabajo proporcional a la 0.75 y disminuye el aumento de manera similar. A 0.5 × se doblaría la distancia de trabajo y se reduciría a la mitad el aumento.